# مته‌ای‌ها
مته‌ای‌ها (نام علمی: Terebra) نام یک سرده از تیره صدف‌های مته‌ای است.